# Liste des stations de radio au Burkina Faso
Cet article présente la liste des radios diffusant au Burkina Faso.

## Radios nationales

### Radios publiques
- La Radiodiffusion-Télévision du Burkina ou RTB - société de service public gérant les radios publiques du Burkina Faso :
  - Radio Burkina (Ouagadougou) : radio nationale généraliste
  - Radio Canal Arc-en-Ciel (CAC) : radio culturelle
- BBC WS Africa
- RFI Afrique[1]
- VOA Africa

### Radios privées
- Horizon FM[2]
- Ouaga FM[3]
- Radio Maria
- Radio Salankoloto
- Savane FM[4]
- Radio Oméga[5]
- Radio Nostalgie
- Femina FM
- Radio Liberté
- RADIO WAT FM[6]
- Radio Optima
- Radio Salankoloto
- Radio municipale de Ouagadougou ( RMO)
- Radio Liberté de parler de communiquer ( LPC)

## Radios régionales
- Radio Bobo
- Radio Gaoua